# Paracontias
Paracontias Mocquard, 1894 è un genere di sauri della famiglia Scincidae, endemici del Madagascar.

## Tassonomia
Il genere comprende le seguenti specie:
- Paracontias brocchii Mocquard, 1894
- Paracontias fasika Köhler, Vences, Erbacher & Glaw, 2010
- Paracontias hafa Andreone & Greer, 2002
- Paracontias hildebrandti (Peters, 1880)
- Paracontias holomelas (Günther, 1877)
- Paracontias kankana Köhler, Vieites, Glaw, Kaffenberger & Vences, 2009
- Paracontias manify Andreone & Greer, 2002
- Paracontias milloti Angel, 1949
- Paracontias minimus (Mocquard, 1906)
- Paracontias rothschildi Mocquard, 1905
- Paracontias tsararano Andreone & Greer, 2002
- Paracontias vermisaurus Miralles, Köhler, Vieites, Glaw & Vences, 2011